# Adjustable Peg
Das Adjustable Peg ist ein spezielles Wechselkursregime, bei dem die Währung an eine Ankerwährung gebunden ist, aber unregelmäßig auf- bzw. abgewertet wird (im Gegensatz zum regelmäßigen Anpassen beim Crawling Peg), wobei die Neubewertung vorher bekanntgegeben wird.
Siehe auch:
Bretton-Woods-System